# Halim El-Dabh
Halim Abdul Messieh El-Dabh (en árabe: حليم عبد المسيح الضبع‎, Ḥalīm ʻAbd al-Masīḥ al-Ḍabʻ; 4 de marzo de 1921 – 2 de septiembre de 2017) fue un compositor, músico, etnomusicólogo y educador egipcio nacionalizado estadounidense que tuvo una notable carrera de aproximadamente seis décadas. Es particularmente conocido como un pionero de la música electrónica. En 1944 compuso uno de los primeros trabajos conocidos de música concreta. Desde comienzos de la década de 1960 empezó a producir obras musicales en el Centro Musical de Columbia-Princeton en los Estados Unidos.

## Carrera
El-Dabh nació y creció en El Sakakini, un pequeño distrito ubicado en El Cairo, Egipto, miembro de una numerosa y rica familia copta cristiana que había emigrado anteriormente desde Abutig, localidad ubicada en la provincia de Asyut en el Alto Egipto. El nombre de la familia significa literalmente "hiena" y no es infrecuente en Egipto. En 1932 la familia se mudó al suburbio de Heliópolis en El Cairo. Siguiendo la profesión de agricultura de su padre, se graduó de la Universidad de Fuad I (ahora conocida como Universidad de El Cairo) en 1945 con un título en ingeniería agrícola. Al mismo tiempo empezó a desarrollar su pasión por la música, componiendo de manera esporádica. Aunque sus ingresos principales derivaban de su trabajo como consultor agrícola, logró un reconocimiento en Egipto desde mediados hasta finales de los años 1940 por sus composiciones innovadoras y su técnica en el piano.

### Música electrónica
Cuando todavía era un estudiante en El Cairo, Halim comenzó a experimentar con sonidos electrónicos. El-Dabh realizó por primera vez experimentos en manipulación de sonido con magnetófonos de alambre a principios de los años 1940. Para 1944, había compuesto una de las primeras obras conocidas de música concreta, titulada The Expression of Zaar, anterior a la obra de Pierre Schaeffer por cuatro años. Después de una actuación bien recibida en 1949 en la Catedral de Todos los Santos en El Cairo, un funcionario de la embajada de los Estados Unidos lo invitó a estudiar en los Estados Unidos, donde pudo desarrollar por completo su carrera en la música. A mediados de la década de 1960, Halim empezó a desempeñarse como docente de música en respetadas instituciones educativas del país norteamericano.

## Discografía

### Audio
- 1944 – The Expression of Zaar
- 1957 – Sounds of New Music
- 1959 – Leiyla and the Poet
- 1961 – Columbia-Princeton Electronic Music Center
- 1989 – The Self in Transformation: A Panel Discussion
- 2000 – Mediterranean Magic
- 2000 – Olatunji Live at Starwood
- 2001 – Crossing Into the Electric Magnetic
- 2002 – Halim El-Dabh Live at Starwood
- 2002 – Blue Sky Transmission: A Tibetan Book of the Dead
- 2006 – World Keys
- 2016 - Sanza Time

### Vídeo
- 1960 – Yuriko: Creation of a Dance
- 1967 – Herostratus
- 2000 – Olatunji Live at Starwood
- 2002 – Halim El-Dabh Live at Starwood